# David Kato
David Kato Kisule (Mukono, 15 de fevereiro de 1964 - Mukono, 26 de janeiro de 2011) foi um professor e ativista dos direitos LGBT ugandense, considerado o pai do movimento pelos direitos gays do país.
Kato foi assassinado em 2011, logo após vencer um processo contra um jornal, chamado, Rolling Stone,  que tinha publicado o seu nome e fotografia que o identificava como gay e pedindo para ele ser executado. David foi espancado até à morte, em sua casa, nos arredores de Kampala, a 26 de janeiro de 2011.